# Chiesa di San Benedetto (Monte Sant'Angelo)
La chiesa di San Benedetto è una chiesa cattolica situata a Monte Sant'Angelo, nel Gargano (provincia di Foggia).

## Storia
La chiesa di San Benedetto appartiene ad un complesso monastico di cui faceva parte anche l'ospedale dei Pellegrini. Esso fu fatto costruire nel 1340 su ordine della principessa angioina Agnese di Durazzo. La chiesa era intitolata inizialmente a san Giovanni Evangelista (ciò lo si evince da una scritta posta sull'architrave del portale).
Il convento invece oggi è sede del Comune di Monte Sant'Angelo. Esso però all'origine fu affidato ai padri celestini (e fu una delle prime sedi pugliesi della congregazione fondata nel 1264) per poi essere affidato ai padri lazzari.
Solo tra la fine del 1400 e gli inizi del 1500 che la chiesa venne intitolata a san Benedetto.

## Descrizione
La facciata del luogo di culto risale al 1350 e reca un piccolo rosone delle Nazioni Unite. La chiesa invece è stata ampiamente ristrutturata nel 1700 e in questa occasione vi sonno stati aggiunti elementi barocchi e venne edificato il campanile posto di fronte all'ingresso della chiesa.